# تايسوكي ميزونو
تايسوكي ميزونو (باليابانية: 水野 泰輔) (4 مايو 1993 في إنوياما في اليابان – )؛ هو لاعب كرة قدم ياباني سابق كان يلعب كلاعب وسط.

## وصلات خارجية
- تايسوكي ميزونو على موقع رابطة كرة القدم اليابانية للمحترفين (اليابانية)
- تايسوكي ميزونو على موقع قاعدة بيانات كرة القدم.إي يو (الإنجليزية)
- تايسوكي ميزونو على موقع Soccerway.com (الإنجليزية)
- تايسوكي ميزونو على موقع عالم كرة القدم.نت (الإنجليزية)